# Historicum.net
historicum.net ist das Einstiegsportal des Fachinformationsdiensts Geschichtswissenschaft. Vor dem Relaunch 2018 existierten unter dem Namen historicum.net seit 2001 mehrere geschichtswissenschaftliche Internetplattformen.

## Fachinformationsdienst Geschichtswissenschaft (seit 2018)
Im Jahr 2014 begann die Deutsche Forschungsgemeinschaft mit dem Aufbau der Fachinformationsdienste für die Wissenschaft (FID) als Dienstleister für die wissenschaftliche Informationsversorgung in Deutschland. Der FID Geschichtswissenschaft entstand 2016 und wird seitdem von der Bayerischen Staatsbibliothek und dem Deutschen Museum betrieben. Das Portal historicum.net – Fachinformationsdienst Geschichtswissenschaft bietet einen Überblick zu den digitalen Angeboten des FID. Hierzu gehören insbesondere die im Rahmen des FID erworbenen Lizenzpakete (FID-Lizenzen), das Rechercheportal historicumSEARCH, die Deutsche Historische Bibliografie sowie das Rechercheportal GNTUsearch – Geschichte der Naturwissenschaften, Technik und Umwelt. Das Portal gliedert sich entlang der Aktionsfelder des FID Geschichtswissenschaft in vier Hauptbereiche:
- Recherche liefert Einstiegspunkte, Erläuterungen und Hilfestellungen für alle Rechercheportale, die im FID oder seinem Kontext entstanden sind.
- Services erläutert die Dienstleistungen, die der FID oder die Bayerische Staatsbibliothek als FID-Bibliothek für Historiker erbringen.
- Bibliografie stellt die inhaltlichen, formalen und technischen Ansätze der Deutschen Historischen Bibliografie vor.
- Disziplinen ist Sammelpunkt für Angebote geschichtswissenschaftlicher Subdisziplinen (z. B. Geschichte der Naturwissenschaften, Technik und Umwelt).

## Geschichts- (und Kunst-)wissenschaften im Internet (2001 bis 2018)
Das gleichnamige Vorgängerportal historicum.net beinhaltete Einführungen zu ausgewählten historischen Themen und bot Anleitungen für wissenschaftliches Arbeiten und Recherche. Ergebnisse geschichtswissenschaftlicher Lehre wurden bei historicum.net zur Nachnutzung eingebracht. Der im Jahr 1999 am Lehrstuhl für die Geschichte der Frühen Neuzeit (Winfried Schulze) an der Universität München mit DFG-Mitteln geschaffene „Server Frühe Neuzeit“ wurde 2001 in das epochenübergreifende Portal „historicum.net Geschichts- und Kunstwissenschaften im Internet“ weiterentwickelt. Nach der Ausgliederung der kunstwissenschaftlichen Bereiche war das Portal am Lehrstuhl für die Geschichte der Frühen Neuzeit (Gudrun Gersmann) der Universität zu Köln im Jahr 2006 einem Relaunch unterzogen worden. Seit 2010 wurde es informationstechnisch von der Bayerischen Staatsbibliothek betrieben, deren Rechercheangebot Chronicon ebenfalls in historicum.net aufging. In der Portalfamilie wurden von dem Trägerverein auch Nachbarprojekte betreut: die Rezensionsjournale sehepunkte und Kunstform, das Online-Journal „zeitenblicke“ und das Rezensionsjournal von Schülern für Schüler „lesepunkte“.